# Fort Deposit
Fort Deposit es un pueblo ubicado en el condado de Lowndes en el estado estadounidense de Alabama. En el censo de 2000, su población era de 1270. 

## Demografía
En el 2000 la renta per cápita promedia del hogar era de $ 20.433$, y el ingreso promedio para una familia era de 24.250$. El ingreso per cápita para la localidad era de 12.584$. Los hombres tenían un ingreso per cápita de 27.391$ contra 20.882$ para las mujeres.

## Geografía
Fort Deposit está situado en 32°38′52″N 87°52′2″O / 32.64778, -87.86722 (32.647702, -87.867236).
Según la Oficina del Censo de los EE. UU., la ciudad tiene un área total de 5.64 millas cuadradas (14.61 km ²).